# Coelorinchus shcherbachevi
Coelorinchus shcherbachevi es una especie de pez de la familia Macrouridae en el orden de los Gadiformes.

## Hábitat
Es un pez de aguas profundas que vive entre 790-835 m de profundidad.

## Distribución geográfica
Se encuentra al sur de Nueva Caledonia.